# Emozioni & parole
Emozioni & parole è una collana di album di cantanti italiani pubblicati nel settembre del 1997. Si tratta di 11 raccolte, incise da Fiorella Mannoia, Claudio Baglioni, Lucio Battisti, Renato Zero, Paolo Conte, Lucio Dalla, Ivano Fossati, Ivan Graziani, Mango, Riccardo Cocciante, Antonello Venditti e Francesco De Gregori (questi ultimi due artisti sono stati pubblicati in un unico album).

## Raccolte
- Fiorella Mannoia - Il meglio (Dischi Ricordi)[2]
- Ivan Graziani - Personale di Ivan Graziani (RCA Italiana)[3]
- Lucio Dalla - Torino, Milano e dintorni (RCA Italiana)[4]
- Renato Zero - Viaggio a Zerolandia (RCA Italiana)[5]
- Mango - Le canzoni di Mango (RCA Italiana)[6]
- Claudio Baglioni - Il poster di Claudio Baglioni vol.3 (RCA Italiana)[7]
- Lucio Battisti - Il meglio di Lucio Battisti vol.6 (Numero Uno)[8]
- Paolo Conte - Emozioni e parole (RCA Italiana)[9]
- Ivano Fossati - I successi di Ivano Fossati (RCA Italiana)[10]
- Riccardo Cocciante - Riccardo Cocciante (RCA Italiana)[11]
- Antonello Venditti e Francesco De Gregori - Roma capoccia (RCA Italiana)[12]